# Embraer E-Jet
Embraer E-Jet är en serie av tvåmotoriga passagerarjetflygplan som tillverkas av Embraer i Brasilien. Alla varianter har samma typ av flygkropp och elektroniska system. 170 och 175 delar vingmodell och motorer och varierar enbart i flygkroppslängd och maximal startvikt. 190 och 195 delar på samma vis också vingmodell och motorer.
Modellen har vidareutvecklats till Embraer E-Jet E2 som introducerades i april 2018.

## Introduktion
Embraers E-Jet-linje består av två kommersiella familjer och en affärsjetvariant. ERJ-170 och ERJ-175 utgör basen för flygplansfamiljen medan ERJ-190 och ERJ-195 är förlängda versioner med starkare jetmotorer och förstärkta landställ. 170 och 175 är till 95% lika, liksom 190 och 195. De två familjerna är till nästan 89% likartade med identiska flygkroppssektioner och flygelektronik, vilka inkluderar Honeywells Primus Epic EFIS-serie. 
Flygplanet presenterades vid Paris Air Show år 1999 och började produceras år 2002. E-Jet-familjen är en populär och snabbt växande linje av regionala jetflygplan. Fastän flygplanen ofta refereras till med enbart "E"-prefixet är jetflygplanen tekniskt sett Embraer Regional Jets ("ERJ"). Embraer slutade använda ERJ-prefixet inom reklamen tidigt i sin produktion för att eliminera den negativa bild som associerades med dåvarande regionala jetflygplan såsom CRJ. 

### ERJ-170/175

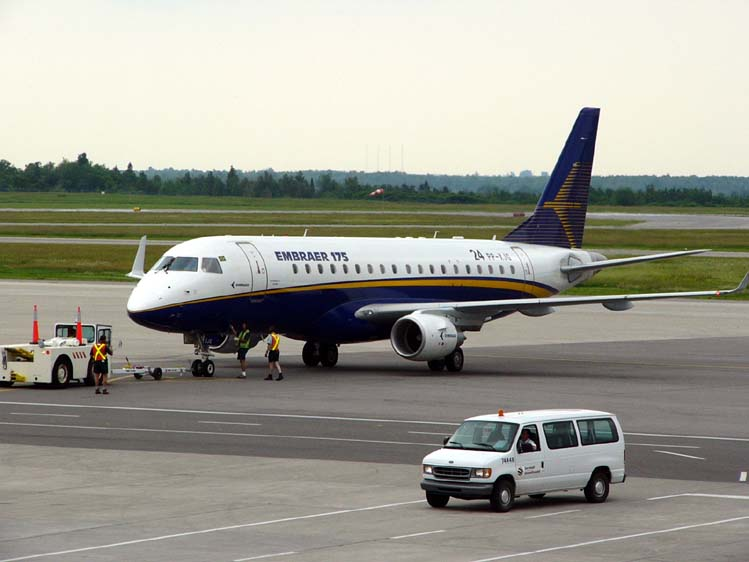
En Embraer 175 på rampen vid Ottawas internationella flygplats (CYOW) den 21 juni 2005.

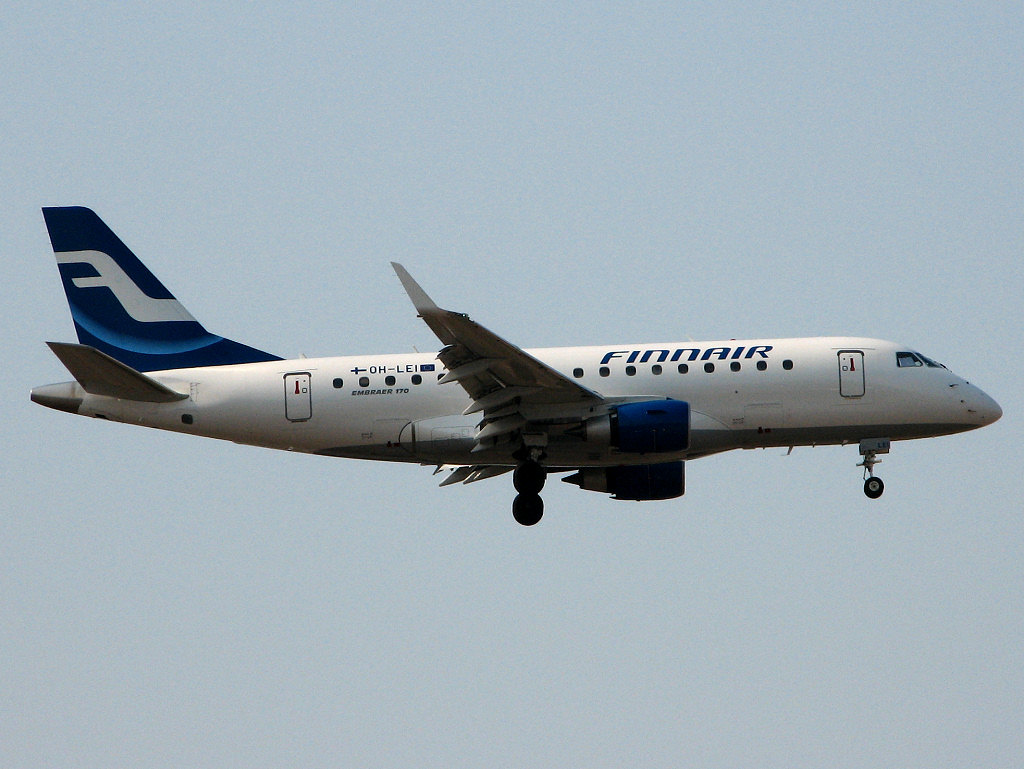
Finnair Embraer 170

ERJ-170-familjen är den mindre av de två och konkurrerar med andra regionaljetflygplan såsom Canadair CRJ-900 (en variant av Canadair CRJ 700), MRJ och Suchoj Superjet 100. De är även tänkta att ersätta åldrande flygplan som BAe 146 och Fokker 70. 
Embraer 170 var det första flygplanet som tillverkades i familjen. Den första modellen rullade ut den 29 oktober 2001. Den första testflygningen skedde den 19 februari 2002. Flygplanet visades inte för publik förrän i maj 2002 vid Regional Airline Association-mässan. Efter att ha erhållit positiv respons från flygbolagen fortsatte Embraer med att släppa den förlängda ERJ-175 i juni 2003. Certifieringen för 170:an tog nästan 2 år efter publikdebuten förrän leveransen till den första kunden LOT Polish Airlines. De följande leveranserna for till andra kunder, såsom US Air (för tillfället den största användaren av flygplanstypen). År 2006 hade E-170 blivit populär bland amerikanska regionalflygbolag, där order kommit in från de flesta viktiga flygbolagen, däribland Delta Connection och United Express.

### ERJ-190/195
ERJ-190-familjen är en större, förlängd variant av E-170-modellen. Flygplanet som kan ta omkring 100 passagerare tävlar med mindre flygplanstyper såsom Boeing 717-200 och 737-600 såväl som Airbus A318 och A319. 
E-190:s första flygning gjordes i mars 2004,och E-195:s första flygning i december samma år. Första kund av E-190-modellen var lågprisbolaget JetBlue som beställde 100 flygplan och har option på ytterligare 100.

### Embraer Lineage 1000
Den 2 maj 2006 presenterade Embraer planer för en affärsjetvariant av E-190. Detta jetflygplan skulle ha samma grundstruktur som ERJ-190, men skulle ha en förlängd räckvidd på upp till 4 200 nautiska mil (7800 km) och luxuösa sittplatser för upp till 19 personer.

## Haverier
Det har inte varit något haveri med dödsfall som orsakats av fel på flygplanet.
- En E190 från LAM, Linhas Aereas de Moçambique på väg från Maputo till Luanda, havererade i oländig terräng i Namibia under flygning i dåligt väder den 29 november 2013 och samtliga 33 personer ombord omkom. Orsaken var ett självmord av piloten, som låste dörren när andrepiloten var på toa, och gick ner på låg höjd.[1]
- En E190 från Henan Airlines, havererade i Folkrepubliken Kina i samband med landning den 24 augusti 2010 och 42 personer omkom. Orsaken var att piloten missade landningsbanan i mörker och dimma. han följde inte säkerhetsreglerna för en sådan situation.[2]
- En annan E190 den här gången från Tame gled av banan i Ecuador. Inga passagerare eller besättningsmedlemmar skadades under olyckan som skedde den 16 september 2011.
- Den 29 juni 2012 förhindrade passagerare och besättning på Hainan Airlines Flight 7554, En E190, en kapning enligt kinesiska myndigheter. Av de sex kaparna dog två av misshandel när passagerare stoppade kapningen.[3]
- Azerbaijan Airlines Flight 8243 var en reguljär passagerarflygning mellan Baku i Azerbajdzjan och Groznyj i Tjetjenien i Ryssland som ägde rum under morgonen den 25 december 2024. Efter misslyckade landningsförsök i Groznyj och Machatjkala så lades rutten om till Aqtau i Kazakstan där planet utförde två misslyckade landningsförsök. Under det tredje landningsförsöket, cirka 11:28 lokal tid, kraschade flygplanet ungefär fem och en halv kilometer från landningsbana 11 på Aqtau internationella flygplats, nära byn Sain Shapagatov och fattade eld.

## Tekniska fakta
| Embraer E-Jet -serien     | Embraer E-Jet -serien                               | Embraer E-Jet -serien                               | Embraer E-Jet -serien                               | Embraer E-Jet -serien                               |
| ------------------------- | --------------------------------------------------- | --------------------------------------------------- | --------------------------------------------------- | --------------------------------------------------- |
|                           | Embraer E-170                                       | Embraer E-175                                       | Embraer E-190                                       | Embraer E-195                                       |
| Typ                       | Passagerarjetflygplan                               | Passagerarjetflygplan                               | Passagerarjetflygplan                               | Passagerarjetflygplan                               |
| Besättning                | 4 (pilot, andrepilot, vanligtvis två flygvärdinnor) | 4 (pilot, andrepilot, vanligtvis två flygvärdinnor) | 4 (pilot, andrepilot, vanligtvis två flygvärdinnor) | 5 (pilot, andrepilot, vanligtvis tre flygvärdinnor) |
| Kapacitet                 | 70                                                  | 78                                                  | 98                                                  | 108                                                 |
| Första flygning           |                                                     |                                                     |                                                     |                                                     |
| I aktiv tjänst            |                                                     |                                                     |                                                     |                                                     |
| Varianter                 |                                                     |                                                     |                                                     |                                                     |
| Tillverkare               | Embraer                                             | Embraer                                             | Embraer                                             | Embraer                                             |
| Generella egenskaper      |                                                     |                                                     |                                                     |                                                     |
| Längd                     | 29,90 m                                             | 31,68 m                                             | 36,24 m                                             | 38,65 m                                             |
| Vingbredd                 | 26,00 m                                             | 26,00 m                                             | 28,72 m                                             | 28,72 m                                             |
| Höjd                      | 9,67 m                                              | 9,67 m                                              | 10,28 m                                             | 10,28 m                                             |
| Vingyta                   | m2                                                  | m2                                                  | m2                                                  | m2                                                  |
| Tomvikt                   | 21 140 kg                                           | 21 810 kg                                           | 28 080 kg                                           | 28 970 kg                                           |
| Lastförmåga               |                                                     |                                                     |                                                     |                                                     |
| Maximal startvikt         | 35 990 kg (LR: 37 200 kg)                           | 37 500 kg (LR: 38 790 kg)                           | 50 300 kg (AR: 51 800 kg)                           | 50 790 kg (AR: 52 290 kg)                           |
| Motor                     | 2 × GE CF34-8E                                      | 2 × GE CF34-8E                                      | 2 × GE CF34-10E                                     | 2 × GE CF34-10E                                     |
| Motorstyrka               | 2 × 62,3kN                                          | 2 × 62,3kN                                          | 2 × 82,3kN                                          | 2 × 82,3kN                                          |
| Prestanda                 |                                                     |                                                     |                                                     |                                                     |
| Maximal hastighet         | 890 km/h (481 kt, Mach 0,82)                        | 890 km/h (481 kt, Mach 0,82)                        | 890 km/h (481 kt, Mach 0,82)                        | 890 km/h (481 kt, Mach 0,82)                        |
| Räckvidd vid maximal vikt | 3 334 km (LR: 3 889 km)                             | 3 334 km (LR: 3 889 km)                             | 3 334 km (LR: 4 260 km)                             | 2 593 km (LR: 3 334 km)                             |
| Transporträckvidd         |                                                     |                                                     |                                                     |                                                     |
| Maximal altitud           | 12 496 m                                            | 12 496 m                                            | 12 496 m                                            | 12 496 m                                            |
| Stigförmåga               |                                                     |                                                     |                                                     |                                                     |
| Kraft/viktförhållande     | 0,42:1                                              | 0,39:1                                              | 0,41:1                                              | 0,39:1                                              |
| Övrigt                    |                                                     |                                                     |                                                     |                                                     |
| Övrigt                    |                                                     |                                                     |                                                     |                                                     |

## Tjänstgöring

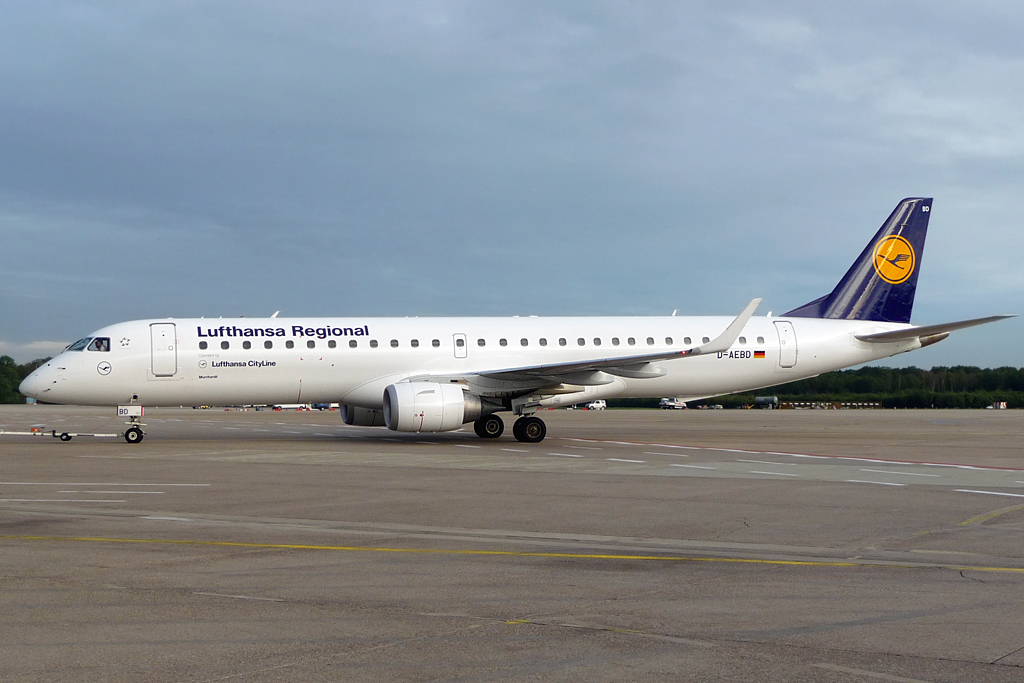
Lufthansa Regional E-195LR.

Den största enskilda ordern för någon typ av E-Jets kom från jetBlue med 100 fasta order för E-190-flygplanet och optioner för ytterligare 100 flygplan. Både Air Canada och US Airways har gjort stora beställningar och har väletablerade flottor av båda familjerna av E-Jet. I februari 2006 meddelade US Airways att man omvandlade 57 av sina beställda E-170-flygplan till 25 fasta order för E-190, med option för ytterligare 32 stycken flygplan.

## Liknande innehåll
- Lista över passagerarflygplan

Besläktade flygplan:
- Embraer Lineage 1000

Benämningssekvens:
ERJ 135 - 
ERJ 140 - 
ERJ 145 - 
170 - 
175 - 
190 - 
195
Liknande flygplan:
- Airbus A318
- ARJ21
- British Aerospace BAe 146
- Boeing 717-200
- Bombardier CRJ
- Bombardier CSeries
- Fairchild-Dornier 728JET
- Fairchild-Dornier 928JET
- Russian Regional Jet